# ديفيد بورنشتاين
ديفيد بورنشتاين (بالإنجليزية: David Bornstein)‏ هو سياسي أسترالي، ولد في 8 يناير 1940. حزبياً، نشط في حزب العمال الأسترالي. وقد انتخب عضو الجمعية التشريعية فيكتوريا.